# Thibault Corbaz
Thibault Corbaz (* 7. Januar 1994 in Morges) ist ein Schweizer Fussballspieler. Zuletzt spielte der Mittelfeldspieler für den FC Winterthur.

## Karriere
Corbaz wurde in Morges geboren und wuchs nahe Vullierens auf. Fussball zu spielen begann er 2002 beim FC Colombier-Pampigny, der später zum FC Pied du Jura fusionierte. Sein Vater war bei Pied du Jura für die Juniorenabteilung verantwortlich und ist dort als Juniorentrainer tätig. Nach den C-Junioren wechselte Thibault Corbaz zu Lausanne-Sport und wurde mit dem Club unter anderem U14-Schweizer-Meister. Als der FC Basel drei Jahre später Interesse an ihm bekundete, trat er dessen Jugendabteilung bei. Ab der U15-Nationalmannschaft war Corbaz Teil aller Jugendauswahlen bis zur U21. Ab der Saison 2011/12 wurde er in der Basler U21-Mannschaft eingesetzt, wo er bis zur Winterpause 2013/14 insgesamt 52 Spiele absolvierte und dabei zehn Tore schoss.
Die ersten Einsätze als Profi absolvierte er beim FC Biel, wohin er vom FC Basel im Januar 2014 zunächst ausgeliehen und wo er im darauffolgenden Sommer auch definitiv übernommen wurde. Bei Biel spielte er während zweier Saisons, bis den Berner Seeländern im April 2016 die Lizenz wegen finanzieller Verfehlungen mit sofortiger Wirkung entzogen wurde. Bei Biel spielte er 51 Spiele und erzielte dabei drei Tore.
Nach dem Bankrott seines vorgängigen Vereins wurde er vom damaligen Challenge-League-Aufsteiger Neuchâtel Xamax FCS unter Vertrag genommen. Mit den Neuenburgern stieg Corbaz 2018 in die Super League auf, wobei er gemäss 24 heures beim Aufstieg eine entscheidende Rolle spielte. In der höchsten Liga konnte sich der Verein zwei Jahre lang halten, und Corbaz kam dabei 53 Mal zum Einsatz. Während der insgesamt fünf Saisons bis 2021, in denen er bei Neuenburg spielte, kam er auf insgesamt 132 Ligaeinsätze und schoss dabei acht Tore.
Nachdem sein Vertrag in Neuenburg ausgelaufen war, wurde ihm trotz anderslautender Ankündigung kein neuer Vertrag angeboten. Daraufhin wechselte er, auch nachdem ihm Teamkollegen den Verein empfohlen hatten, im Juli 2021 zum FC Winterthur, wo er zunächst einen Vertrag für eine Saison unterschrieb und sich dort als Verstärkung im zentralen Mittelfeld erwies. In seiner ersten Saison auf der Schützenwiese verhalf er dem Verein zum Aufstieg in die Super League. Corbaz war dabei gemäss Landboten zusammen mit Roberto Alves der wichtigste Spieler der Saison. Nach dem Aufstieg verlängerte er 2022 seinen Vertrag auf der Schützenwiese. In der ersten Super League-Saison kam Corbaz noch regelmässig zum Einsatz, in der zweiten war er hingegen nur noch Ergänzungsspieler und im Mai 2024 wurde bekannt, dass sein Vertrag nicht verlängert wird. Corbaz verliess den FC Winterthur Ende Saison.